# Alpha Centauri (album)
Alpha Centauri is het tweede studioalbum van Tangerine Dream (TD).

## Inleiding
Het album laat een stijlbreuk horen ten opzichte van het debuutalbum. Dat is niet zo vreemd, want de samenstelling van de band is compleet veranderd op Edgar Froese na. Christopher Franke uit Agitation Free deed zijn intrede. Hij had Froese onder andere leren kennen bij een opname van een coverversie van The Boxer van Simon & Garfunkel. Er ging toen het gerucht de ronde dat TD een nieuwe drummer nodig had na het vertrek van Klaus Schulze. Franke belde eerst Schulze nog op (het was hem niet bekend dat die vertrokken was), die hem meedeelde dat hij bij Froese moest zijn.
De muziek is een stuk opgeschoven naar de elektronische muziek, zonder dat de rockinvloeden geheel verdwenen zijn. Op dit album zijn invloeden van Jimi Hendrix te horen, het is dus niet zo verwonderlijk dat TD later coverversies opnam van zijn Purple Haze. Ook invloeden van Pink Floyd, beginperiode met Syd Barrett (A Saucerful of Secrets), zijn hoorbaar.
Er diende zich nog een nieuw lid aan. Steve Schroyder had de band horen optreden en was enthousiast over de muziek en met name de gitaarmuziek van Froese. Hij stapte daarom naar het huis van Froese en zei, jullie hebben een organist nodig. "Waarom" vroeg Froese en Schroyder antwoordde vaag: omdat ik dat zo voel. Schroyder zat vervolgens bij Tangerine Dream. De band heeft niet lang kunnen genieten van Schroyder. Hij was vaak onder invloed van lsd, dan wel werd hij opgenomen in klinieken/ziekenhuizen om af te kicken. Hij wist echter telkens daaraan te ontsnappen. Na de opnamesessies was Schroyder plotseling verdwenen, hij volgde zijn eigen intuïtie.
Het album werd opgenomen in de geluidsstudio van Dieter Dierks in Keulen.
De originele hoes vermeldde de naam van de band niet. Het is nog altijd onduidelijk of dat een verwijzing was naar Pink Floyds Atom Heart Mother (ook zonder bandnaam) of een ongelukje. Latere edities vermeldden wel de groepsnaam.
Na het failliet gaan van Ohr kwamen er bij allerlei platenlabels allerlei versies van het album uit ook met andere hoezen, het originele album werd dan soms aangevuld met een deel of beide delen van Ultima Thule, de eerste single van de band. Deze single is ongeveer in dezelfde tijd opgenomen als het album. Een heruitgave in 2011 liet tevens een livetrack horen uit die tijd Oszillator planet concert. De opnamen vonden plaats in Ossiach 28 juni 1971. Schroyder was toen al vervangen door Peter Baumann.

## Musici
- Edgar Froese – gitaar, orgel, basgitaar, geluidseffecten,
- Steve Schroyder – orgel, stem, geluidseffecten
- Christopher Franke – slagwerk, percussie, dwarsfluit, piano, EMS VCS 3-synthesizer
- Udo Dennenbourg – dwarsfluit, zang
- Roland Paulyck – synthesizer

## Muziek
| Nr. | Titel                           | Duur  |
| --- | ------------------------------- | ----- |
| 1.  | Sunrise in the third system     | 4:21  |
| 2.  | Fly and collision of Comas Sola | 13:23 |

Track 2 houdt plotseling op. Het was begin 2022 niet achterhaald of dat dat inderdaad zo bedoeld was of dat de tape haar eind had bereikt.
| Nr. | Titel          | Duur  |
| --- | -------------- | ----- |
| 1.  | Alpha Centauri | 22:04 |

Nebulous Dawn bevat opnamen uit The Pink Years: 
CD1= Electronic meditation / Alpha Centauri ·
CD2= Zeit ·
CD3= Ultima Thule / Atem